# 北会津町中荒井
北会津町中荒井（きたあいづまち なかあらい）は、福島県会津若松市の大字である。郵便番号は965-0131。

## 地理
会津若松市北西部の北会津地区（旧北会津郡北会津村域）に属する。北で北会津町下荒井、北東で北会津町蟹川、東で北会津町二日町、南東で北会津町下米塚、南で北会津町柏原、北会津町東麻生、南西で北会津町寺堀、西で北会津町今和泉とそれぞれ隣接する。また北東部の一角が北会津町ほたるの森として独立した町丁となっている。概ね町村制施行以前の北会津郡伊和保村域のうち、旧中荒井村の流れを汲む地域である。北会津地区中央部に位置し、南北に福島県道72号会津坂下会津本郷線が縦断し、東西に福島県道152号橋本会津高田線が横断する。域内全域にわたり水田が広がり、中央部には集落が位置する。北会津地区の他大字と同様に集落がある区画のほとんどは「字」以降を付けず大字に直接番地が続く住所表記がなされる。 

### 主な字
字
- 雨坪
- 荒田
- 稲荷
- 扇田
- 小林

- 諏訪前
- 堰根
- 堰前
- 舘ノ内
- 中川原

- 西舘
- 能化田
- 墓前
- 馬場
- 宮在家

- 宮西
- 村西
- 梁場
- 山道
- 六百苅

## 歴史
- 1875年8月12日 - 中荒井村、二日町村、東麻生村が統合され伊和保村が発足する。
- 1879年1月27日 - 伊和保村が福島県内における郡区町村制の施行により北会津郡の村となる。
- 1889年4月1日 - 町村制の施行により伊和保村が周辺4村と合併し舘ノ内村が発足する。旧伊和保村域は舘ノ内村大字伊和保となる。
- 1953年4月1日 - 舘ノ内村が荒井村と合併して荒舘村が発足し、荒舘村の大字となる。
- 1956年5月1日 - 荒舘村が川南村と合併して北会津村が発足し、北会津村の大字となる。
- 2004年11月1日 - 北会津村が会津若松市に編入され会津若松市の大字となるのに伴い、大字伊和保のうち字稲荷甲、小林甲、馬場甲、中川原甲、堰前甲、村西甲、舘ノ内甲、西舘甲、墓前甲、宮在家、山道、墓前、雨坪、西舘、能化田、宮西、中川原、扇田、諏訪前、馬場、六百苅、荒田、堰根、梁場の一部が北会津町中荒井へと変更される。

## 世帯数と人口
2024年1月1日現在の世帯数と人口は以下の通りである。
| 大字           | 世帯数 | 人口  |
| -------------- | ------ | ----- |
| 北会津町中荒井 | 57世帯 | 141人 |

## 小・中学校の学区
市立小・中学校に通う場合、学区は以下の通りとなる。
| 番地 | 小学校                 | 中学校                   |
| ---- | ---------------------- | ------------------------ |
| 全域 | 会津若松市立荒舘小学校 | 会津若松市立北会津中学校 |

## 交通

### 道路
- 福島県道72号会津坂下会津本郷線
- 福島県道152号橋本会津高田線
- 幹線二級市道26号

## 施設
- 会津若松市役所北会津支所
  - ピカリンホール
  - 会津若松地方広域市町村圏整備組合消防本部・喜多方地方広域市町村圏組合消防本部 指令センター
- 会津若松市立北会津中学校
- 北会津こどもの村幼保園
- 会津若松市北会津公民館
- 会津若松市北会津農村環境改善センター体育館
- 千葉寺
- 中荒井諏訪神社